# Франка
Franca (порт. Franca) град је у Бразилу у савезној држави Сао Пауло. Према процени из 2007. у граду је живело 319.094 становника.

## Становништво
Према процени из 2007. у граду је живело 319.094 становника.
| 1991.   | 2000.   |
| ------- | ------- |
| 233,098 | 287,737 |